# Maigret klade past (film, 2016)
Maigret klade past (v originále Maigret Sets a Trap) je britský hraný film z roku 2016, který je součástí minisérie Maigret. Film natočil Ashley Pearce podle stejnojmenného románu Georgese Simenona. Komisař Maigret, kterého hraje Rowan Atkinson, pátrá po sériovém vrahovi, který zabíjí mladé ženy v Paříži.

## Děj
V pařížské čtvrti Montmartre došlo k vraždě mladé ženy, která je už pátou v pořadí. Veřejnost je zneklidněna a komisař Maigret spolu s vyšetřovacím soudcem jsou předvoláni před ministra. Komisař se rozhodne nalíčit past a několik žen od policie slouží jako volavky. Jedna z žen je přepadena a vrahovi utrhne knoflík. Vrah však unikne. Díky látce z obleku se Maigret dostane až k bytovému architektovi Marcelovi Moncinovi, který se stává hlavním podezřelým. Ten je zatčen, ale zapírá. Vyšetřovací soudce odvolá Maigreta z případu a pověří jej komisařem, který přijíždí z Bordeaux. Mezitím ve čtvrti dojde k další vraždě. Maigret předvolá manželku a matku architekta a manželka se přizná, že poslední vraždu spáchala ona, aby zachránila svého manžela.

## Obsazení
| Rowan Atkinson        | komisař Maigret     |
| Shaun Dingwall        | inspektor Janvier   |
| Lucy Cohu             | paní Maigretová     |
| Leo Staar             | inspektor LaPointe  |
| Mark Heap             | doktor Moers        |
| Alexander Campbell    | Dennis Lecoin       |
| Beth Cooke            | Georgette Lecoinová |
| Zsófia Rea            | Nicole Lecoinová    |
| Colin Mace            | inspektor Lognon    |
| Hugh Simon            | doktor Paul         |
| Leo Hatton            | Michelle            |
| Ian Bartholomew       | Baron               |
| Katie Lyons           | paní Maguyová       |
| Jack Johns            | Rougin              |
| Matt Devere           | inspektor           |
| Aidan McArdle         | soudce Comeliau     |
| Rufus Wright          | ministr Morel       |
| Heather Bleasdale     | paní Pardonová      |
| Gillian Bevan         | paní Tissotová      |
| Martin Turner         | doktor Pardon       |
| David Annen           | profesor Tissot     |
| Jack McMullen         | Mazet               |
| Ede Pszotka           | poslíček            |
| Eva-Jane Willis       | Marthe Jusserandová |
| Renny Krupinski       | Boniek              |
| Rebecca Night         | Yvonne Moncinová    |
| Jessica Bay           | Odile               |
| David Dawson          | Marcel Moncin       |
| Fiona Shaw            | paní Moncinová      |
| Christopher Bowen     | inspektor Lefors    |
| Nick Wittman          | Lad                 |
| Scott Alexander Young | inspektor           |